# Нарушения прав человека в штате Джамму и Кашмир
Нарушения прав человека в штате Джамму и Кашмир являются постоянной проблемой. Нарушения варьируются от массовых убийств, насильственных исчезновений, пыток, изнасилования и сексуальных злоупотреблений, политических репрессий и подавления свободы слова. Индийская армия, Центральный резерв полиции, сотрудники службы безопасности и различные сепаратистские группировки боевиков были обвинены и привлечены к ответственности за совершение серьёзных нарушений прав человека в отношении гражданского населения Кашмира.
В докладе Хью́ман Райтс Вотч за 1993 год было заявлено, что индийские силы безопасности «нападали на гражданских лиц в ходе оперативно-розыскных мероприятий, пытали и казнили заключённых, содержащихся под стражей, и убивали мирных жителей в ответных нападениях»; согласно докладу, боевики также нападали на мирных граждан, но в меньшей степени, чем силы безопасности. Изнасилование регулярно используется в качестве средства, чтобы «наказать и унизить». Отчет государственного департамента США за 2010 год утверждал, что индийская армия в Джамму и Кашмире проводили внесудебные убийства гражданских лиц и подозреваемых боевиков. В докладе также описываются убийства и насилие, осуществляемых повстанцами и сепаратистами. В 2010 году статистические данные, представленные в Cabinet Committee on Security Индийского правительства показали, что впервые с 1980 года, число жертв среди гражданского населения, приписанных индийским силам был выше, чем те, которые связаны с террористическими действиями.